# Ordre des enseignantes et des enseignants de l'Ontario
 (mai 2012).
Si vous disposez d'ouvrages ou d'articles de référence ou si vous connaissez des sites web de qualité traitant du thème abordé ici, merci de compléter l'article en donnant les références utiles à sa vérifiabilité et en les liant à la section « Notes et références ».
L’Ordre des enseignantes et des enseignants de l’Ontario réglemente la profession enseignante en Ontario. C’est l’organisme d'autoréglementation qui compte le plus grand nombre de membres au Canada. Établi en 1997, il a pour mandat d’agréer, de régir et de réglementer la pratique de l’enseignement. Il assume également la responsabilité d’élaborer les normes d’exercice et de déontologie de la profession enseignante, de régir les cours et activités de perfectionnement professionnel, et d’agréer les programmes de formation à l’enseignement. Lui revient en outre l’obligation de faire enquête sur les allégations d’inconduite portées contre ses membres.
L’Ordre doit également communiquer avec le public au nom de ses membres, responsabilité dont il s’acquitte principalement par le biais de son site www.oeeo.ca.
Le personnel enseignant et les personnes à la direction des écoles financées par les fonds publics (écoles élémentaires ou secondaires, de langue anglaise ou française, publiques ou catholiques) sont tenus d’être membres en règle de l’Ordre. Cependant, cette règle ne s’applique pas aux enseignantes et enseignants des écoles privées, bien que nombre d’entre eux le fassent volontairement et que des écoles pourraient l’exiger.
L’Ordre tient à jour le répertoire de toutes les enseignantes et de tous les enseignants de la province et de leurs qualifications et compétences. Le public a accès à ces données dans le site web de l’Ordre.
Les audiences disciplinaires sont ouvertes au public. L’Offre affiche les décisions du comité de discipline dans son site web.

## Régie
Un conseil de 12 personnes, soit 6 enseignantes et enseignants agréés de l’Ontario et 6 membres du public, gouverne l’Ordre. Le conseil est chargé de fixer les objectifs stratégiques de l’Ordre afin de réaliser son mandat prévu par la loi. Le conseil de l’Ordre, les comités prévus par la loi, les comités règlementaires et les listes de membres suppléants ont été établis au moyen d’un processus de sélection basé sur les compétences. Le conseil se réunit quatre fois l’an pour élaborer et approuver diverses politiques et procédures.

## Membres
La majorité des membres de l’Ordre sont des enseignantes et enseignants; toutefois, les directions d’école et directions adjointes, les agentes et agents de supervision ainsi que les directrices et directeurs de l’éducation doivent également être membres agréés de l’Ordre pour occuper un poste dans une école de l’Ontario financée par les fonds publics.
Les membres travaillent au sein des facultés d’éducation, des associations d’enseignantes et d’enseignants, de l’Ordre, des écoles privées et dans de nombreux autres établissements scolaires ouverts aux enseignants et aux élèves en Ontario, ainsi qu’ailleurs au Canada et dans le monde. L’Ordre compte plus de 234 000 membres.

## Services
L’Ordre met à la disposition de ses membres et du public des ressources dans le domaine de l’enseignement et de l’éducation, lesquelles sont disponibles dans son site web, à la bibliothèque Margaret-Wilson et dans sa revue trimestrielle Pour parler profession.

## Partenaires
Ce sont : les parents, les conseillers scolaires, les organismes gouvernementaux, les pédagogues, les administrateurs, les facultés d’éducation, les fédérations d’enseignantes et d’enseignants et les associations professionnelles,.